# Mirai Bowl / Chai Maxx
Singles de Momoiro Clover
Pinky Jones
(10 novembre 2010) Z Densetsu ~Owarinaki Kakumei~
(6 juillet 2011)
Mirai Bowl / Chai Maxx (ミライボウル/Chai Maxx, Boules de l'avenir), est le troisième single majot du groupe féminin japonais Momoiro Clover sorti en mars 2011, et le dermier à sortir sous la seule appellation « Momoiro Clover » avant le départ de la sous-leader Akari Hayami en avril 2011.

## Détails
Le single sort le 9 mars 2014 en plusieurs éditions : une régulière (comprenant un CD) et deux limitées (comprenant le CD avec, chacune, un DVD différent en supplément).
C'est un single « double-face A » ; le CD contient les deux chansons principales Mirai Bowl et Chai Maxx, une chanson face B Zenryoku Shōjo (ne figurant que sur l'édition régulière), ainsi que leurs versions instrumentales. Les DVD contiennent des musiques-vidéo des deux chansons principales et des courtes animes.
La chanson Mirai Bowl figurera sur le premier album studio Battle and Romance quatre mois plus tard et sera servie comme chanson-thème du générique de fin de l'anime Dragon Crisis!.
Mis à part le single spécial Akarin e Okuru Uta sorti bien après le single et chanté en concert pour la remise de diplôme de la sub-leader Akari Hayami, il s'agit du dernier single officiel du groupe avec Akari qui sera diplômée du groupe le mois suivant et le quittera pour se reconvertir en actrice,. Il est aussi le dernier single sorti sous l'appellation Momoiro Clover, avant qu'il ne renomme son nom par Momoiro Clover Z le mois suivant.
Le single atteint la 3e place des classements hebdomadaires des ventes de l'Oricon et restera classé pendant 49 semaines. Il se vend à 25 070 exemplaires durant la première semaine de vente. Il vend ensuite à un total de 29 040 exemplaires en 2011, de 15 378 exemplaires en 2012 et est certifié comme 434e single de l'année 2012. L'année suivante, il se vend à 3 004 exemplaires, ce qui fait un total de 47 422 copies vendues de 2011 à 2013.

## Formation
- Reni Takagi
- Kanako Momota (leader)
- Akari Hayami (sub-leader)
- Momoka Ariyasu
- Shiori Tamai
- Ayaka Sasaki

## Listes des titres
| 1. | Mirai Bowl (ミライボウル)             |  |
| 2. | Chai Maxx                             |  |
| 3. | Zenryoku Shōjo (全力少女)             |  |
| 4. | Mirai Bowl (off Vocal) (ミライボウル) |  |
| 5. | Chai Maxx (off Vocal)                 |  |
| 6. | Zenryoku Shōjo (off Vocal) (全力少女) |  |

| 1. | Mirai Bowl (ミライボウル)             |  |
| 2. | Chai Maxx                             |  |
| 3. | Mirai Bowl (off Vocal) (ミライボウル) |  |
| 4. | Chai Maxx (off Vocal)                 |  |

| 1. | Mirai Bowl PV |  |
| 2. | FLASH Anime "Shuumatsuo Todoke! Momoclo Bin Fumō na Tatakai Hen" (FLASHアニメ「週末お届け！ももクロ便 不毛な戦い篇」) |  |

| 1. | Chai Maxx PV |  |
| 2. | FLASH Anime "Shuumatsuo Todoke! Momoclo Bin Fumō na Tatakai Hen" (FLASHアニメ「週末お届け！ももクロ便 不毛な戦い篇」) |  |

## Position du single sur les classements de l'Oriconet duBillboard
| Classement (2011)                 | Position |
| --------------------------------- | -------- |
| Oricon Weekly Singles Chart       | 3        |
| Oricon Monthly Singles Chart      | 13       |
| Billboard Japan Hot 100           | 12       |
| Billboard Japan Hot Singles Sales | 3        |